# Terrier de Beaumont
Le terrier de Beaumont est une colline située sur la commune de Saint-Fort-sur-Gironde, dans le département français de la Charente-Maritime. Elle est cependant géographiquement bien plus proche de Saint-Romain-sur-Gironde, petite commune qu'elle surplombe.
En dépit de son altitude peu élevée (59 mètres), il constitue un repère géographique de premier ordre, dans une région constituée essentiellement de marais et de prairies inondables (prées de l'estuaire de la Gironde).

## Géographie
Le terrier de Beaumont appartient à la commune de Saint-Fort-sur-Gironde, mais se dresse à proximité immédiate du bourg de Saint-Romain-sur-Gironde (Saint-Romain-de-Beaumont jusqu'en 1956). Géologiquement parlant, il appartient au plateau saintongeais, constitué au crétacé, et se situe dans le prolongement du coteau des Rivades. Longtemps baigné par les eaux de l'estuaire de la Gironde, comme les nombreuses falaises mortes (c'est-à-dire situées en retrait du littoral actuel) en témoignent encore (falaises de Mortagne, de Saint-Seurin-d'Uzet, etc.), il est désormais séparé de la ligne de côte par de vastes étendues marécageuses appelées « Petite Camargue » ou « Marais de Gironde ».
Les sols du terrier de Beaumont sont constituées d'herbes et de broussailles sur les versants exposés aux vents atlantiques. Quelques rares arbres courbés témoignent de la violence des éléments les jours de tempête. Les versants plus abrités abritent quelques bosquets, et sont dévolus aux cultures traditionnelles de la région (céréales).

## Activités

### Randonnée
Le site est une des étapes d'un sentier de grande randonnée balisé, le GR 360. Un sentier escarpé conduit à son sommet, où se dresse une construction d'origine romaine servant d'amer, ainsi qu'une table d'orientation installée par le conseil général. La vue porte jusqu'à Royan, au nord-ouest, aux côtes du Médoc, au sud-ouest, et à Blaye, au sud.

### Protection environnementale
Le terrier de Beaumont est situé dans une zone protégée dans le cadre du réseau Natura 2000 (site d'importance communautaire des Marais et coteaux de Gironde : FR5400438).